# Сражение при Али-Масджид
Сражение при Али-Масджид (англ. Battle of Ali Masjid) — первое сражение Второй англо-афганской войны, которое произошло 21 ноября 1878 года в западной части Хайберского прохода у крепости Али-Масджид.
Дивизия британского генерала Самуэля Брауна, наступающая на Кабул, после ряда манёвров заставила афганскую армию покинуть крепость, что позволило Брауну продолжить наступление на Дакку и Джелалабад. Первоначально Браун предполагал атаковать крепость с фронта силами двух бригад, а ещё две бригады отправить в обход, чтобы подойти к крепости с тыла и отрезать противнику пути отступления. Но из-за ограничений по времени и сложного рельефа обходные бригады не успели к началу атаки. Браун ограничился фронтальной атакой, но и она не достигла успеха. Браун решил повторить наступление на следующее утро, но за ночь афганцы оставили крепость и ушли в Джелалабад.

## Предыстория
В августе 1878 года в Кабул прибыла российская дипломатическая миссия генерала Столетова. В ответ британское правительство решило настаивать на принятии в Кабуле аналогичной британской миссии. 21 сентября майор Каваньяри отправился к крепости Али-Масджид в Хайберском проходе на переговоры. Комендант крепости категорически отказался пропустить миссию, обещая открыть огонь, если англичане появятся у крепости. Этот инцидент индийское правительство сочло достаточным основанием для объявления войны Афганистану.
Вице-король Индии лорд Литтон предложил сформировать три отряда: один для усиления гарнизона Кветты, второй для наступления на Кандагар и третий, под командованием генерала Робертса, для захвата перевала Шутагардан, через который вела дорога на Кабул. В конце октября лорду Литтону предложили сформировать и ещё один отряд, чтобы захватить крепость Али-Масджид, конфликт около которой и привёл к началу войны. Это предложение понравилось Литтону, хотя против него категорически возражал главнокомандующий лорд Чемберлен, который считал, что наступать на Али-Масджид рискованно, и даже в случае успеха это не даст никаких преимуществ. Но лорд Литтон настоял на своём решении и разработал план нападения на крепость силами 1-го сикхского полка, усиленного за счёт войск Пешаварского гарнизона. Лорд Литтон был совершенно уверен в успехе и не предусмотрел никаких мер на случай поражения.
Командовать операцией поручили генералу Россу (хотя ходили слухи, что командиром назначат Робертса), который тоже высказался против этого плана. Он обратил внимание на рискованность всей операции и на слабость Пешаварского гарнизона, который не сможет прикрыть отступление в случае необходимости. В 1839 году британский отряд того же размера не смог взять другой, значительно более слабый форт в Хайберском проходе. Само по себе нападение на Али-Масджид не имело никакого стратегического смысла: наступать предполагалось отрядом Робертса на Кабул, а атака Али-Масджида виделась изолированной операцией предпринятой лишь для того, чтобы произвести впечатление на окрестные племена. В итоге Литтон был вынужден изменить свой план и выделить для наступления более крупные силы, около 7100 человек. Так была сформирована дивизия, а впоследствии была добавлена ещё одна.
Первую сформированную дивизию возглавил генерал-лейтенант Фредерик Мод. Через пару недель командование снова поменяло планы и решило сформировать две дивизии: первая должна была наступать на Дакку, а вторая охранять коммуникации. Мод надеялся возглавить первую, но ему передали вторую, а первую поручили генералу Сэмуэлю Брауну. По какой-то причине обе дивизии оказались независимы друг от друга, что могло бы привести к разногласиям относительно старшинства, но Мод по личной инициативе согласился быть вторым по старшинству. 16 ноября Браун лично провёл рекогносцировку, и на её основании 19 ноября составил план наступления. Было решено, что отряд под командованием самого Брауна предпримет наступление с фронта, а две колонны (Титлера и Макферсона) совершат обходной манёвр. 20 ноября в 15:00 весь отряд Брауна (известный как Peshawar Valley Field Force) сконцентрировался в Джамруде.
Лорд Литтон хотел начать боевые действия незамедлительно, сразу после инцидента в миссией Каваньяри, но британское правительство велело ему прежде послать эмиру ультиматум с требованием извиниться за инцидент. Литтон отправил ультиматум 31 октября. Ответ должен был быть прислан 20 ноября или ранее, обещая в противном случае открыть боевые действия на следующий же день.

### Дивизия Брауна
В дивизии Брауна числилось 7600 рядовых, 200 офицеров, 1300 кавалеристов и 26 орудий:

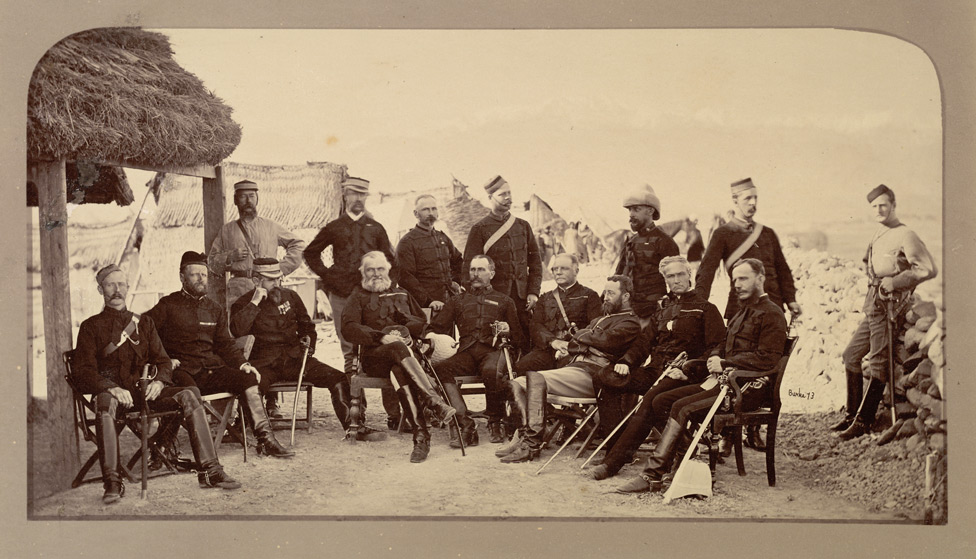
Генерал Сэмуэль Браун и офицеры его дивизии, 1878 год. Браун в центре, без левой руки, справа Эпплъярд и Макферсон. Титлер сидит вторым справа.

- 1-я бригада Герберта Макферсона
  - 4-й батальон стрелковой бригады[англ.]
  - 20-й пенджабский пехотный полк[англ.]
  - 4-й гуркхский стрелковый полк
- 2-я бригада Джона Титлера[англ.]
  - 17-й пехотный полк[англ.]
  - 1-й сикхский пехотный полк[англ.]
  - Пехота Корпуса разведчиков
- 3-я бригада Фредерика Эпплъярда[англ.]
  - 81-й пехотный полк[англ.]
  - 14-й фирозпурский бенгальский туземный пехотный сикхский полк[англ.]
  - 27-й (Пенджабский) бенгальский туземный пехотный полк[англ.]
- 4-я бригада Брауна
  - 51-й (2-й Йоркский, Восточно-Ридингский) полк лёгкой пехоты[англ.]
  - 45-й бенгальский туземный пехотный полк (сикхи Раттрея)[англ.]
  - Приданный отряд сапёров и минёров
- Кавалерийская бригада Чарльза Гофа[англ.]
  - 10-й (личный принца Уэльского) королевский полк[англ.] (2 эскадрона)
  - 11-й собственный принца Уэльского бенгальский уланский полк[англ.]
  - Кавалерия Корпуса разведчиков
- Артиллерия полковника Уильямса:
  - батарея «I»[англ.] королевской конной артиллерии
  - батарея «E» 3-й бригады королевской артиллерии
  - батарея № 14 9-й бригады горной артиллерии
  - батарея № 12 9-й бригады тяжёлой артиллерии

## Сражение

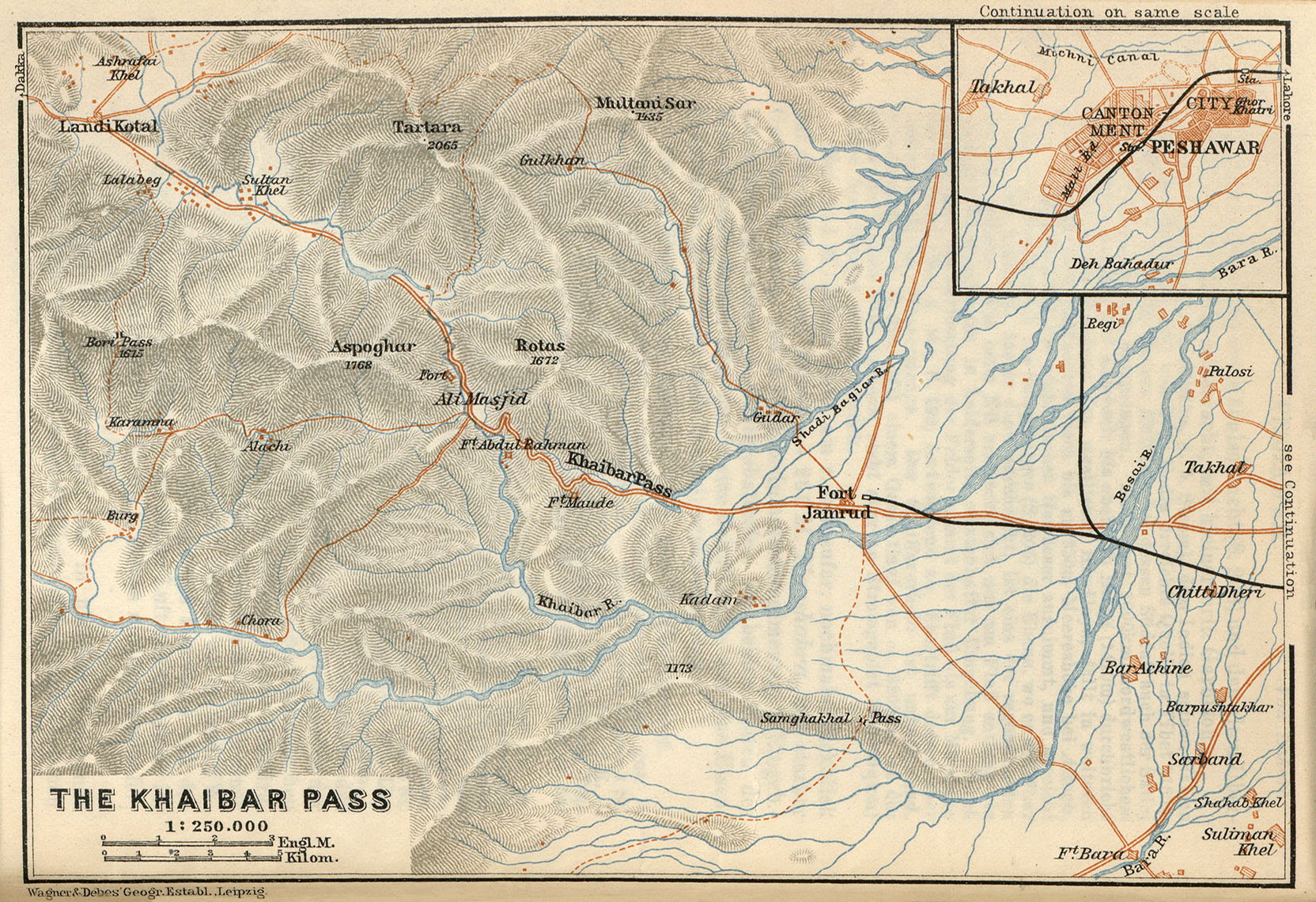
Карта Хайберского прохода 1914 года

20 ноября 1878 года, незадолго до заката солнца (17:20), бригада генерала Титлера, примерно 1700 человек, покинула Джамрудский лагерь и начала обходной марш к крепости Али-Масджид, тем самым начав Вторую англо-афганскую войну. В лагере были оставлены палатки и весь багаж, в обозе были только госпитальные принадлежности, запас боеприпасов, двудневные рационы и запас воды. Каждый солдат взял с собой боеприпасов на 70 выстрелов и однодневный рацион. Когда стемнело, дорога из Джамской долины ушла в узкое ущелье и пошла вдоль реки Лашора. Неудобная узкая тропа шла то по одному берегу реки, то по другому, и даже местные проводники начали сбиваться с пути. 17-й пехотный ушёл в неверном направлении и с трудом был возвращён. В 22:00 измотанная бригада встала на ночёвку у селения Лашора, во время которой было запрещено разжигать костры.
Бригада Макферсона (2000 чел.) тоже попала в сложное положение: 20 ноября она пришла в Джамруд, где не обнаружила необходимого транспорта и припасов, и из-за этой задержки только в 23:00 она выступила из Джамруда. Преодолев те же трудности, что и бригада Титлера, Макферсон добрался до лагеря 2-й бригады только утром 21 ноября, между 06:00 и 07:00. Вскоре после его прибытия Титлер возобновил марш, и теперь его бригада шла по узкой козьей тропе, растянувшись на 3 мили. Когда взошло солнце, началась нестерпимая жара, а в ущелье не было ни единого источника воды. Через 4 мили подъёма бригада вышла на плато Саппарай, а в 14:00 пришла в Пани-Пал, откуда был виден весь Хайберский проход, и где был найден источник питьевой воды.
Макферсон выступил следом за Титлером в 07:30, но его движению мешал обоз 2-й бригады и он вышел на Саппарай только в 11:30, а арьергарды подтянулись лишь в 13:00. Как и Титлер, Макферсон сильно отставал от графика, но он продолжил марш и шёл до 15:00, и только тогда встал на ночёвку. Как и у Титлера, его обозы с провизией оказались далеко позади. Кроме того, отряд сигнальщиков по ошибке ушёл к бригаде Титлера, оставив Макферсона без связи.

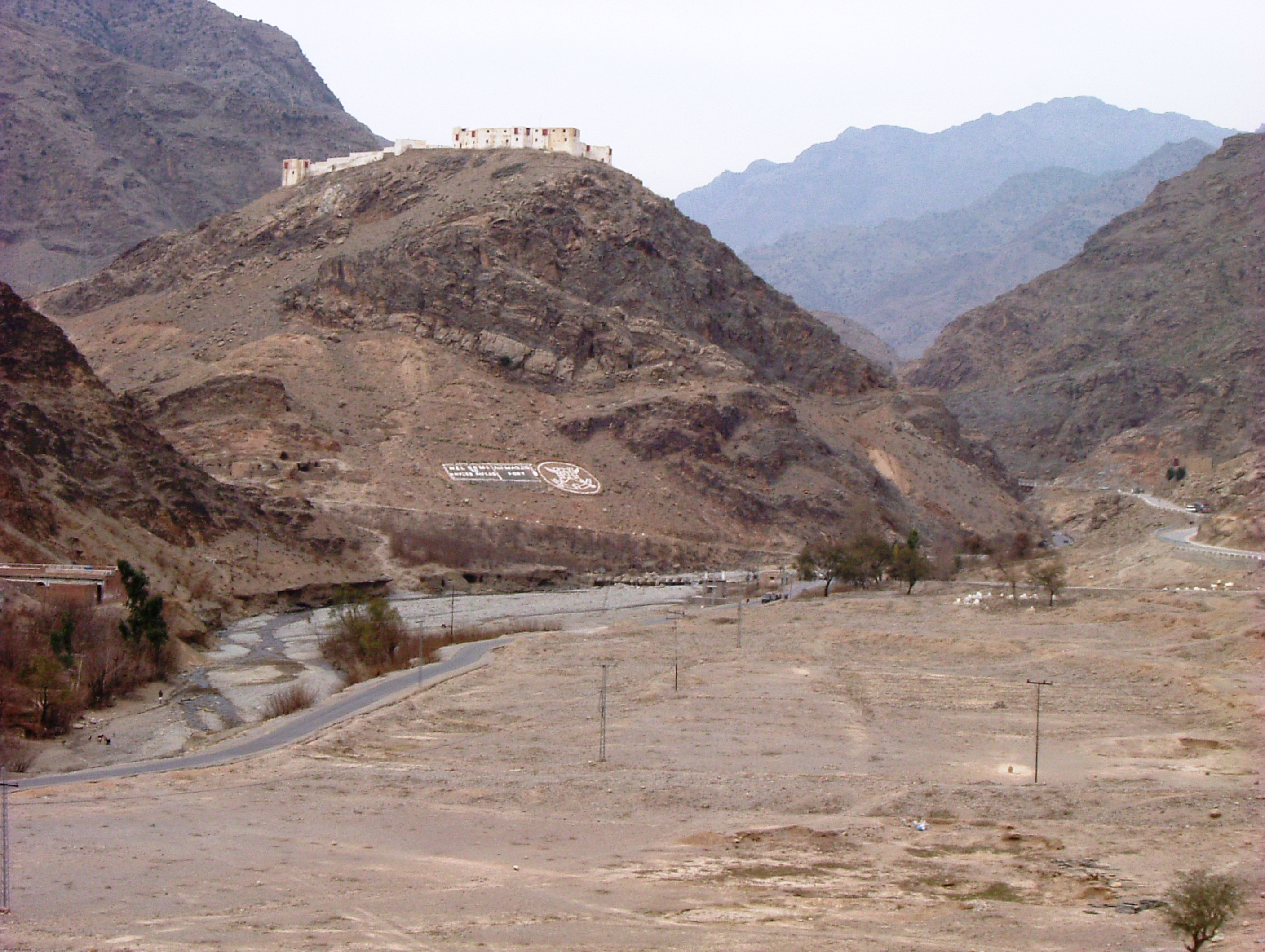
Форт Али-Масджид в наше время (2009)

Генерал Браун ничего не знал о проблемах его обходной колонны. 21 ноября ещё до восхода солнца его две бригады выступили из Джамруда и начали марш к теснине Шади-Багиар. В авангарде шли две роты сапёров и минёров со всеми инструментами для выравнивания дороги, часть 81-го пехотного и рота 14-го фирозпурского полка. За авангардом шла артиллерия, затем 3-я бригада, и в арьергарде 4-я бригада. При колонне имелся отряд сигнальщиков, которые позже в тот день наладили гелиографическую связь с Джамрудом. В теснине Шади-Багиар колонна Брауна вышла на дорогу, построенную полковником Мейксоном ещё во время первой англо-афганской войны. В 10:00 колонна Брауна вышла на Шахгайский хребет, развернулась в боевую линию и выдвинула вперёд стрелковую цепь, которая вступила в перестрелку с афганскими пикетами и оттеснила из в форт Али-Масджид. Это были первые выстрелы второй англо-афганской войны.
Теперь британская колонна стояла на высоте, под которой протекала река Хайбер, за которой на расстоянии 2500 метров находился форт Али-Масджид. Между рекой и фортом находились многочисленные овраги и холмы, которые были покрыты высокой травой и там вполне могли прятаться афганцы. К западу от форта находился длинный хребет с тремя пиками, который доминировал над фортом. Подъём на него был труден, а афганцы, осознавая важность этой позиции, хорошо укрепили вершину хребта, установив каменный бруствер на всём протяжении гряды. Сам форт Али-Масджид имел размеры 60 на 20 метров с угловыми круглыми башнями, и находился на крутой горе на высоте 100 метров над рекой Хайбер. На его южной стене, обращённой к британцам, находилось 8 тяжёлых орудий. Ещё три пушки стояли снаружи форта. Ещё пять орудий стояли у подножия высот Ротас к востоку от форта.
На афганской позиции стояли 3000 человек регулярной армии и 600 ополченцев, 24 орудия и 200 кавалеристов, чего было вполне достаточно для обороны, но гарнизон был ослаблен болезнями, а его боевой дух был низок, поскольку у них не было резервов, помощи было ждать неоткуда, и они хорошо понимали, что окружающие их афганские племена сразу набросятся на них в случае поражения.
Браун приказал генералу 3-й бригады Эпплъярдду спуститься к реке Хайбер и быть готовым, как только бригада Макферсона появится у форта, начать наступление на высоты к западу от Али-Масджид. Несколько подразделений были направлены на высоты для прикрытия правого фланга бригады. В это время два орудия конной артиллерии открыли огонь по форту с дистанции 2800 метров. Афганцы открыли ответный огонь, который был весьма точным, поскольку они заранее пристрелялись ко всем позициям. Однако они использовали ядра, а не снаряды, и эффект этого обстрела был невелик. В полдень подошли три 40-фунтовых Армстронга, а затем 3-я батарея Хэзлригга, но эти орудия не сразу пристрелялись к форту и первое время давали перелёты. К 14:00 артиллерийские боеприпасы стали заканчиваться, а обозы были ещё далеко, и от обходной колонны не было вестей. Ситуация становилась опасной, потому что окружающие племена, почувствовав неуверенность британцев, могли включится в сражение и тем заставить Брауна перейти в оборону. В такой ситуации Браун приказал Эпплъярду начать наступление на высоты, а 4-й бригаде У. Брауна велел наступать, прикрывая правый фланг Эпплъярда.
Как только британцы начали наступление, афганская артиллерия усилила обстрел, а британские артиллеристы, ввиду нехватки снарядов, не могли ей адекватно ответить. В то же время пехотные бригады продвигались медленно, а вскоре их наступление полностью остановилось. Браун решил не рисковать и отозвать атаку, полагая, что с утра его обходная колонна всё равно решит исход сражения. Но в это время 3-я бригада уже втянулась в бой: 27-й пенджабский и часть 14-го фирозпурского сикхского полка под командованием лейтенанта Маклина оторвались от остальной бригады и наступали вверх по склону. Сикхский полк внезапно оказался под огнём из прилегающих зарослей, но продолжил атаку, подошёл на 60 метров к афганским укреплениям, и в этот момент Маклин был ранен в плечо. Майор Бирч повёл часть 27-го на помощь сикхам, но был убит наповал. Лейтенант Фицджеральд принял командование и попытался вынести с поля боя тело командира, но был дважды ранен и убит третьим попаданием. Положение спас главный инженер, полковник Маунселл, который принял командование и развернул роту сапёров, которая огнём прикрыла отступление.

### Наступление Дженкинса
Когда бригада Титлера в 14:00 пришла в Пани-Пал, генерал отправил капитана Дженкинса с ротой разведчиков на рекогносцировку, но почти сразу же услышал отдалённую канонаду и понял, что Браун начал штурм форта. Одновременно множество афганцев стали появляться на ближайших высотах. Титлер понял, что план наступления требует корректив. Его обозы с продовольствием и госпитальное снаряжение были ещё в 6-ти милях позади, и бригада Макферсона тоже была далеко, поэтому, если бы он покинул Пани-Пал, то афганцы могли бы отрезать его от обозов, а главное, через Пани-Пал гарнизон форта Али-Масджид мог отступить в тыл. Титлер решил послать вперёд, к селению Ката-Кушита, только Дженкинса с разведчиками и частью 1-го сикхского полка, а самому остаться в Пани-Пале с 17-м пехотным полком.
Примерно в 15:00 отряд Дженкинса стал спускаться к селу Ката-Кушита. В 16:30 отряд вышел на высоты над Ката-Кушита, оказавшись в двух милях от Али-Масджид. Здесь Дженкинс решил остановиться и подождать результата боёв за форт. Его отряд был слишком мал и слаб, чтобы принимать участие в штурме форта. Дженкинс предположил, что афганцы скоро узнают о его появлении, испугаются перспективы быть отрезанными от тыла, и это может сильно их деморализовать. Но в случае, если бы Браун был бы разбит у форта, Дженкинс оказался бы в опасном положении: афганцы были везде на горах, а Титлер не смог бы оказать ему никакой помощи. Вскоре люди Дженкинса увидели в Хайберском ущелье кавалерийский отряд, который шёл со стороны форта. Британцы открыли огонь с дистанции 300—500 метров, что заставило часть афганцев броситься назад к форту, а другую часть броситься на прорыв. Вскоре появился второй кавалерийский отряд, который сумел, хоть и с потерями, прорваться мимо отряда Дженкинса. Тогда капитан Хаммонд предложил занять село Ката-Кушита силами одной роты и тем полностью перекрыть Хайберский проход. Но Дженкинс отказал, поскольку не хотел разделять своих сил перед наступлением темноты.
Его отряд голодным устроился на ночёвку, а сам Дженкинс написал письмо Брауну. «Мой дорогой сэр Сэм, — писал он, — я здесь с разведчиками и 1-м сикхским. Вражеская кавалерия прошла под нашим огнём в трёхстах или пятистах ярдах и после серьёзных потерь ушла вверх по долине в беспорядке. Пехота и артиллерия тут не проходила». В конце он написал: «Я поохочусь за мукой в Ката-Кушита, как только рассветёт, но я полагаю, что эти парни там всё вычистили; у вас, наверняка, нет муки для меня??? Не думаю, что люди смогут идти дальше без еды». На следующее утро три сотни афганской кавалерии появились в ущелье, но увидели британцев и попытались уйти вверх по противоположному склону ущелья. Их легко было всех перестрелять, но Дженкинс не хотел бессмысленного кровопролития, поэтому послал к ним одного из пленных с сообщением, что если они сдадутся в плен, то с ними будут хорошо обращаться. Афганский офицер приказал своим людям сложить оружие и лично вручил свою саблю Дженкинсу, который вернул её хозяину. Оказалась, что эта кавалерия несла пикетную службу, но с утра обнаружила, что гарнизон форта их бросил и ушёл в Джелалабад.

## Последствия

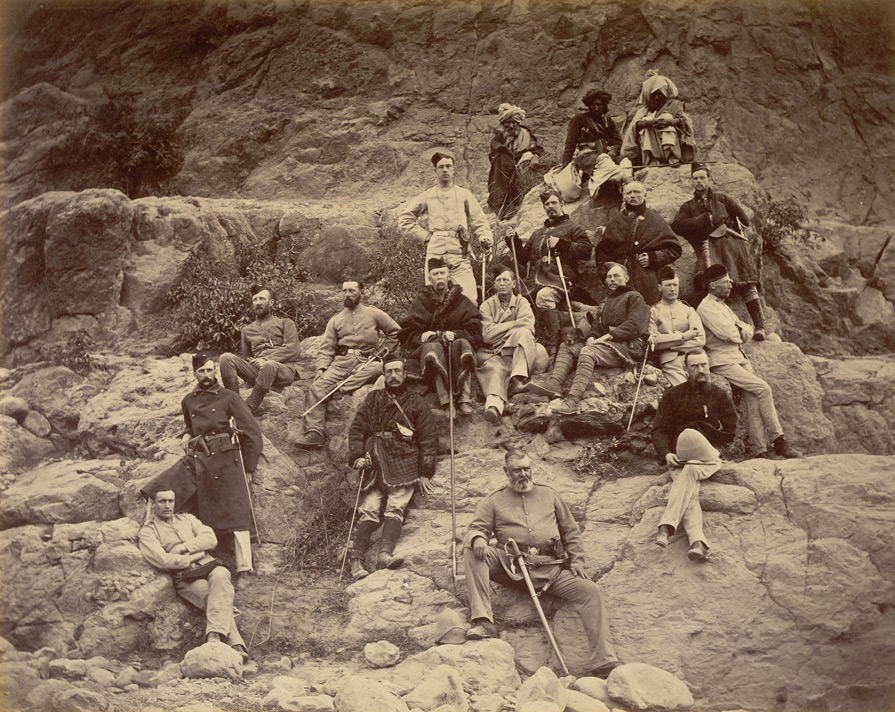
Военнослужащие 51-го (2-го Йоркского, Восточно-Ридингского) легкопехотного полка после сражения при Али-Масджид. 1878 год.

Бригады Титлера и Макферсона провели ночь на 22-е бессобытийно, а с утра Титлер с 17-м полком отправился в Ката-Кушита, оставив небольшой отряд в Пани-Пале. Прибыв на место, 17-й быстро подружился с афганскими пленными, которые поделились с ними запасами хлеба. К счастью для Титлера, у афганцев были большие запасы продовольствия, это помогло британцам продержаться до полуночи, когда Браун прислал им половинные рационы. Бригада Макферсона в это время вышла к высотам над фортом Али-Масджид, где её увидели афганцы с окрестных высот; афганцы поняли, что форт захвачен, и сразу вернулись в свои селения. Они не проявляли признаков враждебности, и весь отряд Брауна теперь мог позволить себе спокойный отдых.
Гарнизон Али-Масджид смог избежать пленения, прорвавшись в долину Базаар (где Брауну было запрещено их преследовать), но здесь на них напали племена афридиев, отняли у них оружие, еду и одежду, и те едва смогли добраться до Джелалабада. Те, кто остался в крепости из-за болезни, и те, кто был захвачен Дженкинсом, пробыли в плену недолго. Их отпустили, выдав каждому одеяло и немного рупий, но на пути в Джелалабад на них напали племена момандов, отобрали всё и послали обратно в Пешавар. Здесь они поступили на службу в британские инженерные части и потом участвовали в строительстве новой хайберской дороги. После заключения мира они смогли вернуться домой.
Инструкции требовали от Брауна очистить Хайберский проход от противника, укрепить его с запада, после чего отвести всю дивизию назад на британскую территорию, оставив Дженкинса военным управляющим ущелья. Он оставил генерала Эпплъярда в крепости с 3-й и 4-й бригадами, а Макферсону поручил общее командование 1-й и 2-й бригадами в Ката-Кушита, между тем как сам утром 24 ноября выступил на запад с 10-м гусарским полком, батареей конной артиллерии, 14-м сикхским полком и ротой сапёров. Он дошёл до ущелья Ланди-Котал и селения Ланди-Хана, где встал лагерем, но вскоре узнал, что афганская армия покинула крепость Дакка. Браун решил, что племена момандов могут разграбить крепость, поэтому велел Дженкинсу провести рекогносцировку, а затем и сам отправился в Дакку. Окружающие племена были настроены мирно, но Браун понял, что нельзя поручить охрану прохода одной лишь бригаде, и ситуация требует задействовать для этого всю его дивизию. Он приступил к укреплению Дакки, исправлению дороги и к мерам по обеспечению безопасности коммуникациям.

### Потери
Во время боёв у форта было убито 2 британских офицера и ранен 1 офицер. 2 рядовых было убито и 10 ранено. 12 индийцев было убито и 23 ранено. Во время боя британская артиллерия сделала 539 выстрелов, и пехота растратила 11 250 патронов, поэтому афганские потери должны были быть существенны, но подсчитать их не удалось. Вся артиллерия форта, 24 орудия, досталась британцам.

### Оценки
Военный историк, автор трёхтомного исследования по данной войне, полковник Генри Ханна считал, что план генерала Брауна был хорошо продуман, но ему сильно повредило вмешательство лорда Литтона, который настаивал на атаке 21 ноября, но не разрешил пересекать границу до заката 20 ноября, тем самым дав обходной колонне всего 12 часов на марш. По мнению историка, этот пример ярко демонстрирует опасность попыток удалённого влияния на управление войсками, когда они уже находятся вблизи противника. Наполеон всегда отказывался давать подобные указания, в письме Массене в 1810 году он писал: «Я нахожусь слишком далеко, а позиция противника так часто меняется, что я не могу советовать, как именно его атаковать». Если бы Брауну было просто приказано перейти границу 21 ноября и действовать по своему усмотрению, то он вполне мог бы начать марш обходной колонны рано утром 21 ноября и двигаться при свете дня. основная колонна заняла бы Багиарское ущелье и привела в порядок дорогу. И тогда 22 ноября оба крыла дивизии начали бы наступление одновременно, и они не были бы измотаны ночными маршами и голодом. Но под действием приказов тех, кто не разбирался в ситуации, бригадам Брауна пришлось выполнять заведомо невыполнимое. «Я знал, — писал потом Макферсон, — что данный мне приказ нельзя выполнить за один день, и умолял дать второй. [Генерал] Росс в Пешаваре был того же мнения, и результат показал, что мы были правы».
Сама идея отправить армию в ночной марш была ошибочна по многим причинам. Генерал Браун, обладавший большим опытом войны в Индии, старался избежать такого марша и надеялся, что обходная колонна выйдет на указанные ей позиции ещё при свете дня, но темпы движения были рассчитаны неверно, что и привело к ночному маршу. Подобные марши имеют смысл, если позволяют неожиданно атаковать противника, когда расстояния невелики, и колонна не обременена обозами, но в горной местности подобные марши бессмысленны и опасны. Горцы внимательно следили за перемещением противника, поэтому эффект внезапности был невозможен и скорее наоборот, сами англичане могли попасть под внезапную атаку. Но и успешно проведённый, скрытный марш не давал Брауну никаких преимуществ.
Транспортные проблемы обходной колонны возникли отчасти потому, что в обозе было некоторое количество быков вместо мулов. Ответственность за это лежит на штабах бригад, в основном на штабе бригады Титлера, поскольку бригада Макферсона пришла в Джамруд поздно и у неё не было времени изучить обозы и исправить все ошибки.
Историк Брайан Робсон писал, что Пешаварский отряд выполнил свою задачу быстро и без потерь, несмотря на то, что был сформирован всего за три недели до этого. Однако, атака крепости Али-Масджид была далека от совершенства. Действия основной и обходной колонн были плохо скоординированы, а 21 ноября связь между ними вообще отсутствовала. Время, необходимое обходной колонне для выхода к крепости было рассчитано неверно, в основном из-за того, что командование переоценило силы новобранцев. Для сравнения разведчики и 1-й сикхский полк действовали явно эффективнее. Робсон также полагал, что использовать вьючных животных для операции длительностью в сутки не имело никакого смысла. В целом сражение за Али-Масджид выявило некоторые недостатки британской армии: слабость артиллерии и плохо организованную транспортную систему.